# Patinatge de velocitat als Jocs Olímpics d'Hivern de 1928 - 1.500 metres
Als Jocs Olímpics d'Hivern de 1928 celebrats a Sankt Moritz (Suïssa) es realitzà una prova de patinatge de velocitat sobre gel en una distància de 1.500 metres que formà part del programa oficial de patinatge de velocitat als Jocs Olímpics d'hivern de 1928.
La competició se celebrà el 14 de febrer de 1928.

## Comitès participants
Hi participaren un total de 30 patinadors de 14 comitès nacionals diferents.
| - Alemanya (2) - Àustria (2) - Canadà (3) - Estats Units (4) - Estònia (2) - Finlàndia (3) - França (1) |  | - Hongria (1) - Letònia (1) - Lituània (1) - Noruega (4) - Països Baixos (2) - Regne Unit (3) - Suècia (1) |

## Resum de medalles
| Or            | Argent        | Bronze          |
| Clas Thunberg | Bernt Evensen | Ivar Ballangrud |

## Resultats
| Lloc | Patinador              | Temps  |
| ---- | ---------------------- | ------ |
| 1    | Clas Thunberg          | 2:21.1 |
| 2    | Bernt Evensen          | 2:21.9 |
| 3    | Ivar Ballangrud        | 2:22.6 |
| 4    | Roald Larsen           | 2:25.3 |
| 5    | Eddie Murphy           | 2:25.9 |
| 6    | Valentine Bialas       | 2:26.3 |
| 7    | Irving Jaffee          | 2:26.7 |
| 8    | John Farrell           | 2:26.8 |
| 9    | Gustaf Andersson       | 2:27.5 |
| 10   | Zoltán Eötvös          | 2:27.9 |
| 11   | Fritz Jungblut         | 2:28.2 |
| 12   | Charles Gorman         | 2:28.4 |
| 13   | Wollert Nygren         | 2:28.7 |
| 14   | Alberts Rumba          | 2:28.9 |
| 15   | Toivo Ovaska           | 2:29.3 |
| 16   | Fritz Moser            | 2:31.1 |
| 17   | Ross Robinson          | 2:32.3 |
| 18   | Siem Heiden            | 2:33.1 |
| 19   | Christfried Burmeister | 2:33.3 |
| 20   | Aleksander Mitt        | 2:35.0 |
| 21   | Willy Logan            | 2:35.6 |
| 22   | Rudolf Riedl           | 2:37.8 |
| 23   | Arthur Vollstedt       | 2:39.9 |
| 24   | Cyril Horn             | 2:40.0 |
| 25   | Kęstutis Bulota        | 2:40.9 |
| 26   | Charles Thaon          | 2:41.2 |
| 27   | Leonard Stewart        | 2:48.9 |
| 28   | Frederick Dix          | 2:49.6 |
| 29   | Bertel Backman         | NF     |
| 29   | Wim Kos                | NF     |